# Медресе Домулло Шер
Медресе Домулло Шер (узб. Domulla Sher madrasasi) — утраченное здание медресе в Бухаре (Узбекистан), воздвигнутое в 1819—1820 годах, по инициативе мударисса медресе Кукельдаш охунд домулла Шермухаммад валади охунд мулла Нурмухаммада.

## История
Медресе Домулло Шер было построено охунд домулла Шермухаммад валади охунд мулла Нурмухаммада в 1819—1820 годах, во время правления бухарского эмира Хайдара. Ученый-исследователь исламской архитектуры Бухары Абдусаттор Джуманазаров, изучив ряд учредительных документов, касающихся медресе, собрал некоторые сведения об истории медресе. Согласно вакфным документам, двухэтажное медресе состояло из 15 помещений, одной учебной комнаты, небольшой мечети, мустахабхоны и хозяйственных помещений.
На западе от медресе располагалось медресе Кукельдаш, на севере и востоке от него была улица и двор, на юге двор дома Мухаммада Салима и дорога, ведущая к медресе Кукельдаш. В конце XIX века в медресе преподавал мулла Набираходжа. В 1922 году, во время советской власти, медресе Домулло Шер было превращено в тюрьму, а затем разобрано. Основатель медресе охунд домулла Шермухаммад был одним из выдающихся ученых своего времени. Он преподавал в медресе Кукельдаш, а сам был родом из Коканда, но много лет прожил в Бухаре. Свои знания он получил от шейх-уль-ислама Атуллы Ходжи ибн Хадиходжи. Домулла Шермухаммад в конце жизни ослеп и умер в 1824 году, в возрасте 86 лет.
Садрий Зия писал, что в этом медресе было 49 комнат. Однако, Абдусаттор Джуманазаров, основываясь на документах вакфа, указал, что медресе состояло из 19 помещений. Медресе было построено в среднеазиатском архитектурном стиле из традиционных материалов.